# Schweizer 333
Lo Schweizer S-333 è un elicottero utility leggero monoturbina con rotore tripala prodotto dall'azienda statunitense Schweizer Aircraft Corporation.
Sviluppo dell'originario Schweizer 300 equipaggiato con un motore a combustione interna attraverso il monoturbina Schweizer 330, dopo l'acquisizione della Sikorsky Aircraft muta la designazione da Schweizer 333 a Sikorsky S-333, pur essendo commercializzato con il marchio originale.
Il suo ulteriore sviluppo, il Sikorsky S-434, viene invece commercializzato con la nuova designazione aziendale.

## Utilizzatori

### Militari
Rep. Dominicana
- Fuerza Aérea Dominicana

2 S-333 consegnati ed in servizio all'ottobre 2019.

## Elicotteri comparabili
Stati Uniti
- Enstrom 480
- Robinson R44